# 佳村はるか
佳村 はるか（よしむら はるか、1986年2月14日 - ）は、日本の女性声優。アイムエンタープライズ所属。大阪府出身。
代表作に、『アイドルマスター シンデレラガールズ』の城ヶ崎美嘉、『SHIROBAKO』の安原絵麻などがある。
夫は元プロ野球選手で競艇選手の野田昇吾。

## 経歴
小学3年生ぐらいにアニメ、テレビドラマの仕事を認識したが、その時は「自分が舞台に立ちたい」とは思っていなかった。しかし舞台をモチーフにした漫画はその頃から好きだったという。
中学校時代の頃から芝居をやりたいという気持ちは強くなり、部活動も演劇部に入部しようと思っていた。しかし入部する前年に廃部になり、文化祭で演劇を上演するという案も出していたが、ダンス派に押し切られ、芝居をすることは一度もなかった。
芝居をすることになったのは高校時代に『声優グランプリ』の日本ナレーション演技研究所の特集を見たのがきっかけである。「声優はアニメ声でなければなれない」という固定観念があったが、「アニメ声じゃなくてもなれる」ということが書いてあったため、「これはぜひやってみよう」と同ナレーション演技研究所の無料体験会に参加。その時は「人前に立つのは向いてない」とも思っていたが、芝居をすること自体は楽しく同じシチュエーションでもほかの人物との演じ方の違いなどが見えている度に、意欲が湧いてきたという。
同ナレーション演技研究所大阪校で1年様子を見て上京したいと思っていたが、母に「人生に様子見はありえない！　将来的に行くっていうなら、今からもう根性入れてやってきなさい！」と諭され、大阪から上京し、同ナレーション演技研究所に入所。『アニメTV』にリポーターとして出演していた。2009年4月1日よりアイムエンタープライズに所属。
2012年8月8日、ソーシャルゲーム『アイドルマスター シンデレラガールズ』で登場人物の1人である「城ヶ崎美嘉」として、CDシングル「THE IDOLM@STER CINDERELLA MASTER 009 城ヶ崎美嘉」を日本コロムビアよりリリース。2012年8月20日付のオリコン週間ランキングで最高13位を記録した。
以降はラジオ番組『デレラジ』においてもパーソナリティとしてレギュラー出演を果たす。2013年3月には日本ナレーション演技研究所の養成所を卒業した
2020年1月1日、埼玉西武ライオンズ（当時の所属球団）の野田昇吾と結婚し、2021年7月、男児出産と仕事再開を報告。

## 人物
梅味の飴が好物。他にフライドポテトも好物にあげている。
金田朋子の大ファンで、『金朋声優ラボ』の#30（この放送はDVD版のvol.5に収録されている）で共演した際に本人の前で発言している。また、そのときに『サインのデザインを変えたいので、金田さんに一緒に考えてほしい』とお願いし、金田が考案したデザインを採用して現在も使い続けている。左端に『舌を出しながら微笑む、両側をリボンのように捻っている包みに入った飴』のイラストが添えられたサインである。
趣味は野球観戦と料理。特技はハンドメイド。また、ももいろクローバーZのファンと公言している。
2017年、「パ・リーグ6球団×アイドルマスターシリーズ」において、自身の演じる城ヶ崎美嘉が埼玉西武ライオンズの応援アイドルとなった。これがきっかけとなり、埼玉西武ライオンズのファンとなり球場に通うようになった。また、西武のみならずプロ野球全般に興味を持ち、松嵜麗と東京ヤクルトスワローズの試合や、杜野まことアジアプロ野球チャンピオンシップ2017の試合の観戦に出かけている。2018年3月には、文化放送のライオンズ特番「ライオンズ女子拡大計画」に出演、4月からは不定期のライオンズ応援番組「Lプロ!」に出演し、同じく同番組に出演する優木かなとともに「ライオンズ女子」声優としての地位を着実に固めている。2020年1月1日には当時ライオンズに所属していた野田と入籍した。
養成所時代にはヴィムス所属の東内マリ子と親しい間柄であった。沼倉愛美とは同じクラスに所属。洲崎綾とも養成所からの知り合いで仲が良い。シンデレラガールズで妹の城ヶ崎莉嘉を演じた山本希望にはプライベートでも「お姉ちゃん」と呼ばれ交友を深めている。
同期の声優に松岡禎丞がおり、佳村は松岡を「まっちゃん」呼び、松岡からは「るる」呼びする程仲がいい。現在は松岡が「るる」と呼ぶのが恥ずかしくなったため「はるか」呼びに変わったという。
『SHIROBAKO』で共演した木村珠莉、千菅春香、髙野麻美、大和田仁美とは放送終了後も交流が続いている。
幼少期より歌うことに苦手意識を持っており、自身初のCD発売後も不安を感じていたが、ファンからの応援や『デレラジ』の出演を経て、歌を歌うことに幸せを感じられるようになったという。
前述の結婚報道まで実年齢は公表しておらず、昭和生まれであることまでしか公表していなかった。『東京スポーツ』に『天体のメソッド』の記事が掲載された際、冗談で言った「21歳くらい（笑）」が記事に採用されていた。
兄がいる。

## 出演
太字はメインキャラクター。

### テレビアニメ
2014年
- 悪魔のリドル（神長香子、神長香子の人形）
- 咲-Saki- 全国編（真瀬由子）
- SHIROBAKO（安原絵麻）
- selector infected WIXOSS（女子生徒）
- 天体のメソッド（椎原こはる）
- 普通の女子校生が【ろこどる】やってみた。（柏原ゆき）
- 魔法科高校の劣等生（三高選手）

2015年
- アイドルマスター シンデレラガールズ（城ヶ崎美嘉）
- 学戦都市アスタリスク（リムシィ）
- Go!プリンセスプリキュア（七瀬ゆい、女子生徒、小巻のりこ）
- ジュエルペット マジカルチェンジ（ミヤ）
- 洲崎西 THE ANIMATION（まいちん、お母さん）

2016年
- ALL OUT!!（火明うめの）
- はんだくん（斎藤澄香）
- フューチャーカード バディファイトDDD（制服戦士 ブレザーフリル）

2017年
- うらら迷路帖（棗ノノ）
- アイドルマスター シンデレラガールズ劇場（2017年 - 2019年、城ヶ崎美嘉） - 4シリーズ
- クロックワーク・プラネット（ストレガ）
- 18if（担任、桜井桃花）
- おにゃんこポン（うさぎ）
- ジュラチック（ティッチー、ステゴン、ブラキオ、ケルコ）
- ドラえもん（テレビ朝日版第2期）（2017年 - 2018年、女の子、子どもB、ノブちゃん）
- アイカツスターズ!（前川綾乃）

2018年
- ラストピリオド -終わりなき螺旋の物語-（ココット）
- クレヨンしんちゃん（女の子）

2019年
- フライングベイビーズ（2019年 - 2020年、すず） - 3シリーズ
- ドメスティックな彼女（柏原もも）
- 八月のシンデレラナイン（牧野花）
- アズールレーン（ラングレー）

2020年
- 球詠（藤井杏夏）
- プリンセスコネクト!Re:Dive（2020年 - 2022年、ナナカ） - 2シリーズ

2023年
- アイドルマスター シンデレラガールズ U149（城ヶ崎美嘉）

### 劇場アニメ
- 映画 Go!プリンセスプリキュア Go!Go!!豪華3本立て!!!（2015年、七瀬ゆい[60]）
- 映画 プリキュアドリームスターズ!（2017年、七瀬ゆい）
- 劇場版 SHIROBAKO（2020年、安原絵麻[61]、チーク[62]）

### OVA
- 悪魔のリドル（2014年、神長香子） - Blu-ray＆DVD 第7巻OVA
- ヴァンキッシュド・クイーンズ 新妻夢散（2014年、暗殺団員） - ヴァンキッシュド・クイーンズ3 限定版
- 嫌な顔されながらおパンツ見せてもらいたい（2018年、瀬賀あいり[63]）
- RELEASE THE SPYCE GOLDEN GENESIS Intermission Movie（2019年、高坂信） - RELEASE THE SPYCE BD&DVD VOL.5 映像特典

### Webアニメ
- 食べちゃったっていいのにな!（2018年、ぱわーぐりーん〈きゅうり〉[64][65]）
- 岐阜県大垣市プロデュースアニメ（2018年 - 2021年、みお〈姉〉[66][67][68]） - 4作品
- アイドルマスター シンデレラガールズ劇場 火曜シンデレラシアター / Extra Stage（2018年 - 2020年、城ヶ崎美嘉[48]） - 2シリーズ
- CINDERELLA GIRLS 10th Anniversary Celebration Animation ETERNITY MEMORIES（2022年、城ヶ崎美嘉）

### ゲーム
2013年
- アイドルマスター シンデレラガールズ（2013年 - 2024年、城ヶ崎美嘉） - 13作品
- 幻獣姫（ギルガメシュ）

2014年
- ガンガン!!バトルRUSH!（アカネ）
- 城姫クエスト（一乗谷城、仙台城、松江城、盛岡城、和歌山城）
- 神撃のバハムート（ジゼル、ディーナ・シー）
- セガNET麻雀 MJ（真瀬由子）
- 天空のクラフトフリート（クムト、クリス、シェルシェ、マーリィ）
- ぷよぷよ シリーズ（2014年 - 2021年、セリリ、ヴィヴィアン） - 4作品
- 巫女の社（椎名由梨佳）

2015年
- アルフヘイムの魔物使い（アンフィトリーテ 、テティス）
- アンジュ・ヴィエルジュ～ガールズバトル～（ノイン・ワイズメル 、山吹いぶき）
- 家電少女（ミシロ、チエ、みつき、ユウキ）
- クイズRPG 魔法使いと黒猫のウィズ（コノハ・ヨリヒメ）
- グランブルーファンタジー（城ヶ崎美嘉）
- 幻獣契約クリプトラクト（ココノツ、ルナミリア）
- 咲-Saki- 全国編（真瀬由子）
- 白猫プロジェクト（リリエル）
- シンデレライレブン（内海こま、内海りん）
- なないろランガールズ（黒川沙麗那）
- ビーナスイレブンびびっど！（黒鋼アゲハ、舞姫ゆらら、植野ゆきな、小森まどか、影山みお）
- フェアリーフェンサー エフ ADVENT DARK FORCE（アンジュ、妖聖）
- プリンセスコネクト!（丹野七々香）
- ブレイブソード×ブレイズソウル（パイ＆シーズ）
- メイデンクラフト（神宮司寿）
- 桃色大戦ぱいろん（鴨川雨音）
- 妖怪百姫たん!（金角、銀角）

2016年
- IRroid～恋の有効フロンティア～（目土筆）
- アイドル事変（堤下亜子）
- ウチの姫さまがいちばんカワイイ（アイリ・ガーズ）
- オオカミ姫（クロナ、スクルド、舞姫ゆらら）
- オルタンシア・サーガ -蒼の騎士団-（コライユ）
- オルタナティブガールズ（織宮結衣）
- 学戦都市アスタリスクフェスタ 鳳華絢爛（リムシィ）
- 学戦都市アスタリスクフェスタ 煌めきのステラ（リムシィ）
- 白猫テニス（ミユ）
- スカッとゴルフ パンヤ（カレン）
- スターリーガールズ（クー・シー）
- LINE 潜空のレコンキスタ（ウル、プーカ、ミネルヴァ、）
- 戦国アスカZERO（黒田長政）
- テイルズ オブ アスタリア（城ヶ崎美嘉）
- ビーナスイレブンびびっど！（内海こま、内海りん）
- ファンタシースターオンライン2（アネット）
- ファンタシースターオンライン2 es（アネット、セイクリッドダスター、刃鞭パラティーゼル）
- ファントム オブ キル（プタハ）
- 編隊少女 -フォーメーションガールズ-（エディッサ・レント）
- 桃色大戦ぱいろん・生（シルベーヌ・ターニャ）
- ユバの徽（イナウケ、チュナ、ナルワラ）
- 嫁コレ（安原絵麻）
- ワンダークラウン（アイダ、プリシラ）

2017年
- AKIBA'S TRIP Festa!（宮乃杜朱羽）
- アズールレーン（2017年 - 2022年、ラングレー / ラングレーII）
- エンドライド- X fragments-（エシカ）
- きららファンタジア（2017年 - 2022年、棗ノノ）
- ドラゴンジェネシス 聖戦の絆（フルーレティ）
- 戦艦少女R（サラトガ）
- 月が導く異世界道中（アンジュ、サフィーラ）
- 強くてNEW GAME（アリア、リプリス、ギーゼラ）
- LINE 潜空のレコンキスタ（タナトス）
- ルナプリ from 天使帝國（サーシャ）
- プロ野球バーサス（アナウンサー）
- GOD WARS 〜時をこえて〜（サクヤ）
- 旋光の輪舞2（ユルシュル・ユクスキュル、アーネチカ・アルフェロフ）
- ブレイブリーオブリビオン（アン・ボニー、スクラ、ビリー）
- 侵攻のオトメギアス（ペシエ、ルナ、ツボミ）
- ドールズフロントライン（FAL、MG4）
- 星界神話 -ASTRAL TALE-（スズ）
- マギアレコード 魔法少女まどか☆マギカ外伝（遊佐葉月）
- ファンタシースターオンライン2（女性追加ボイス156）
- モン娘☆は〜れむ（トワイライト）
- バトルオブブレイド（ティオ）

2018年
- キュイジーヌディメンション（トムヤンクン、カフェラッテ）
- ザンキゼロ（芒野リンコ）
- ファンタシースターオンライン2 es（ヤスミノコフ8000C）
- プリンセスコネクト！Re:Dive（2018年 - 2024年、ナナカ / 丹野七々香）
- グランドチェイス-次元の追跡者（サチ）
- オンゲキ（九條楓）
- 世界樹の迷宮X
- 御城プロジェクト:RE（城塞都市トレド）
- アークザラッド R（ライカ）
- 夜明けのベルカント（パメラ・ラングラン）
- 暁のエピカ -Union Brave-（スズ）

2019年
- リボルバーズエイト（赤ずきん）
- ラングリッサーI&II（セリア）
- RELEASE THE SPYCE secret fragrance（高坂信）
- 八月のシンデレラナイン（牧野花）

2020年
- Fate/Grand Order（楊貴妃）
- レッド：プライドオブエデン（ニコリータ）

2021年
- アイドルマスター ポップリンクス（城ヶ崎美嘉）
- Re:ステージ!プリズムステップ（九條楓）
- アイドルマスター スターリットシーズン（城ヶ崎美嘉）

2022年
- プリコネ！グランドマスターズ（ナナカ）
- COUNTER:SIDE（ドロシー）

2024年
- 勝利の女神:NIKKE（レオナ）
- ファントム オブ キル -オルタナティブ・イミテーション-（プタハ）
- 聖剣伝説 VISIONS of MANA（ウンディーネ）

2025年
- 魔法少女まどか☆マギカ Magia Exedra（遊佐葉月）
- NARAKA:BLADEPOINT（沈妙）

### ドラマCD
2009年
- 薔薇嬢のキス 〜rose 2〜 （女子生徒）

2011年
- ホントのところ（生徒）

2013年
- アイドルマスター シンデレラガールズ シリーズ（城ヶ崎美嘉）
- 新釈 鏡花あやかし秘帖 シリーズ（卯辰）
- スターマイン（星野郷） - コミックス4 - 6巻ドラマCD付き特装版

2014年
- キャンディポップナイトメア（白石まゆ）
- ちゃんおぷ的ドラマ ～四葉の趣味探し feat. 芽衣子＆七瀬 爆裂女子会議!!～（るな）
- 虹色デイズ（係員） - コミックス第7巻ドラマCD付限定版
- 普通の女子校生が【ろこどる】やってみた。『ろこどるサミットやってみた』（柏原ゆき） - 単行本第3巻ドラマCD付き特装版

2015年
- アニソンMIXラボラトリー ～セカンド レポート～（DJ弓月）

2016年
- シンデレラショートストーリー（内海こま）
- ドラマCD「フレラジ☆」（墨田圭）

2017年
- くじ引き特賞：無双ハーレム権（ヘレネー） - 単行本第7巻ドラマCD付き特装版

2019年
- プリンセスコネクト！Re:Dive PRICONNE CHARACTER SONG（2019年 - 2020年、ナナカ） - 2作品

### ラジオ
※はインターネット配信。
- デレラジ（2012年[注 3] - 2014年[注 4]、HiBiKi Radio Station※・ニコニコ生放送※）[117]
  - デレラジA（2015年 - 2016年、HiBiKi Radio Station※・ニコニコ生放送※）[118]
  - デレラジ☆（2016年 - 2017年、HiBiKi Radio Station※・ニコニコ生放送※）[119][注 5]
- モンハンラジオ モンハン部放送局2nd（2013年 - 2015年、モンスターハンター公式サイト※・ポッドキャスト※・音泉※）
  - モンハンラジオ モンスターハンタークロスステーション（2015年 - 2016年、モンスターハンター公式サイト※・ポッドキャスト※・音泉※）[120]
  - モンハンラジオ モンハン部放送局 3rd（2016年 - 2017年、モンスターハンター公式サイト※・ポッドキャスト※・音泉※）[121]
- ラジオ・ガラパゴス（2014年、エフエムさがみ）[122]
- 週刊ロクエヌ 編集長は佳村はるかラ・ジ・オ（2014年 - 2017年、fmさくだいら・ニコニコ生放送※）
- はるか・ちなみの「りめいく!」[注 6]（2014年 - 2016年、文化放送超!A&G+※）[123]
- SHIROBAKOラジオBOX（2014年 - 2015年、音泉※）[124]
- おしゃべりやってま〜すレボリューション（2015年 - 2019年、K'z Station※）
- ☆佳村はるかのひみつきち☆（2015年 - 2019年、文化放送超!A&G+※）[125]
- なないろラジオガールズREPEAT（2015年、YouTube※・音泉※・HiBiKi Radio Station※・アニメイトTV※）回替わりパーソナリティ[126]
- フレラジ☆リアルラジオ（2015年、HiBiKi Radio Station※）[127]
- 超速電波ヴァルキリータ→ン（2017年 - 2020年、文化放送超A&G+※）[128]
- おるらじ〜キャプテン、聞いてください!〜（2017年 - 2021年、HiBiKi Radio Station※）[129]
- ライオンズナイター Lプロ!（2018年4月4日、文化放送）※試合中継休止日放送。優木かなとのローテーション[130]。
- 佳村はるかのわ、わ、わ!（2019年、YouTube※・ニコニコ生放送※）

### テレビ番組
※はインターネット配信。
- アニメTV（2007年 - 2012年、tvk・TOKYO MX） - レポーター[注 7]
- MANPA（2012年 - 2013年、読売テレビ） - 2代目MANPAちゃんガール[注 8]
- GirlsNews～声優（2015年 - 2016年、アイドル専門チャンネルPigoo） - MC
- まりえってぃ、るるきゃんの『ゲームは1日◯時間!』（2016年 - 2019年、ニコニコ生放送[注 9]※）[132]
- 佳村はるかのマニアックデート（2017年 - 2020年、ニコニコ動画[注 10]※、アイドル専門チャンネルPigoo）[133]
- Abema Game 9 アゲナイッ! チューズデー（2018年1月23日 - 2018年4月10日、AbemaTV ウルトラゲームス※）
- すさんぽ～声優さんが巡る金沢カワイイ散歩～（2018年3月25日、石川テレビ、BS11）
- まちめぐ！～仲良し声優が巡る名古屋さんぽ～（2018年10月31日、BS11）[134]

### ナレーション
- アイドルマスター シンデレラガールズ（2013年2月1日 - 8日）
- 電撃文庫CLUB TVCM
- ブレイブソード×ブレイズソウル TVCM
- Lycee Overture Ver.Fate/Grand Order 1.0 TVCM
- Anison Days (2019年7月5日-）

### 映像商品
- ラジオ アイドルマスター シンデレラガールズ『デレラジ』DVD Vol.1 - 9（2012年 - 2017年）
- HiBiKi Radio Station × THE IDOLM@STER 春のP祭り（2013年）
- Animelo Summer Live 2013 -FLAG NINE-（2014年）
- THE IDOLM@STER M@STERS OF IDOL WORLD!!2014（2014年）[135]
- THE IDOLM@STER CINDERELLA GIRLS 1stLIVE WONDERFUL M@GIC!!（2014年）[136]
- 声優育成バラエティ下野ゼミナール上巻[137]（2014年）
- 声優育成バラエティ下野ゼミナール下巻（2014年）
- 金朋声優ラボ（2014年・#30／DVD版ではvol.5に収録されている）
- Animelo Summer Live 2014 -FLAG NINE- 8.30（2015年）
- THE IDOLM@STER CINDERELLA GIRLS 2ndLIVE PARTY M@GIC!!（2015年）[138]
- 佳村はるかと松田利冴の1日リア充体験旅（2016年）
- Animelo Summer Live 2015 -THE GATE- 8.29（2016年）
- THE IDOLM@STER M@STER OF IDOL WORLD!!2015 Live Blu-ray Day2（2016年）[139]
- THE IDOLM@STER CINDERELLA GIRLS 3rdLIVE シンデレラの舞踏会 -Power of Smile- Blu-ray（2016年）[140]
- 声優散歩〜佳村はるか〜（2016年）
- THE IDOLM@STER CINDERELLA GIRLS 4thLIVE TriCastle Story（2017年）[141]
- 春佳・彩花のSSちゃんねるスワチェラージャパン（2019年）[142]
- Animelo Summer Live 2019 -STORY- DAY1（2020年）
- SEASIDE 10th Anniversary DVD 諏訪彩花編（2021年）[143]

### Webドラマ
- 見逃し三姉妹（2014年、蓑雅しおり 役[144]）

### その他コンテンツ
- ローソンの店内放送ジングル（2012年に実施された「キリンビバレッジ×アイドルマスター×ローソン キャンペーン」にて[145]）
- AG学園 あに☆ぶん ナビゲーターキャラ（2012年、秋津もみじ）
- 「MAPLUS+」キャラチェンジセット（徒歩・カーナビアプリ、2015年、佐藤実花[9]）
- カゴメ ナポリタン擬人化キャラクター「ナポリたん」（2017年[146]）
- Webマンガ雑誌GANMA!4週連続スペシャルムービーでびるち（2017年、咲場ヨミナ[147]）
- 温泉むすめ（2017年、湯原砂和[148]）
- よるのばけもの（オーディオブック、2018年[149][150]、矢野さつき）
- ガールズラジオデイズ（2018年、穂波明莉[151]）
- クレシェンド（ラジオドラマ、2019年[152][150]、タマラ（序章 - 第二章）[153][154] / 2020年[155]、ララ（最終章）[156]）

## ディスコグラフィ

### キャラクターソング
| 発売日   | タイトル | 歌 | 楽曲                                                      | 備考                                                                      |
| 2012年   | 2012年 | 2012年 | 2012年                                                    | 2012年                                                                    |
| -------- | --- | --- | --------------------------------------------------------- | ------------------------------------------------------------------------- |
| 8月8日   | THE IDOLM@STER CINDERELLA MASTER 009 城ヶ崎美嘉                                                             | 城ヶ崎美嘉（佳村はるか） | 「TOKIMEKIエスカレート」                                  | ゲーム『アイドルマスター シンデレラガールズ』関連曲                       |
| 2013年   | | |                                                           |                                                                           |
| 4月10日  | THE IDOLM@STER CINDERELLA M@STER お願い！シンデレラ                                                         | THE IDOLM@STER CINDERELLA GIRLS | 「お願い！シンデレラ（M@STER VERSION）」                  | ゲーム『アイドルマスター シンデレラガールズ』テーマソング                 |
| 4月10日  | THE IDOLM@STER CINDERELLA M@STER お願い！シンデレラ                                                         | CINDERELLA GIRLS for Passion! | 「お願い！シンデレラ（Passion VERSION）」                 | ゲーム『アイドルマスター シンデレラガールズ』テーマソング                 |
| 10月2日  | THE IDOLM@STER CINDERELLA MASTER Passion jewelries! 001                                                     | 城ヶ崎莉嘉（山本希望）、諸星きらり（松嵜麗）、城ヶ崎美嘉（佳村はるか）、本田未央（原紗友里）、赤城みりあ（黒沢ともよ） | 「Orange Sapphire」 「ススメ☆オトメ 〜jewel parade〜」    | ゲーム『アイドルマスター シンデレラガールズ』関連曲                       |
| 10月2日  | THE IDOLM@STER CINDERELLA MASTER Passion jewelries! 001                                                     | 城ヶ崎美嘉（佳村はるか） | 「日曜日はダメダメよ」                                    | ゲーム『アイドルマスター シンデレラガールズ』関連曲                       |
| 2014年   | | |                                                           |                                                                           |
| 2月26日  | この手が奇跡を選んでる                                                                                      | 姫松高校 | 「この手が奇跡を選んでる 姫松高校 Ver.」                  | テレビアニメ『咲-Saki- 全国編』エンディングテーマ                         |
| 4月5日   | THE IDOLM@STER CINDERELLA GIRLS 1st LIVE WONDERFUL M@GIC!! "お願い! シンデレラ" ソロ・リミックス            | 城ヶ崎美嘉（佳村はるか） | 「お願い! シンデレラ（M@STER VERSION）」                  | ゲーム『アイドルマスター シンデレラガールズ』関連曲                       |
| 5月14日  | 黒組曲・序                                                                                                  | 神長香子（佳村はるか） | 「ACROSS THE FATE」                                       | テレビアニメ『悪魔のリドル』エンディングテーマ                            |
| 5月14日  | 黒組曲・序                                                                                                  | 10年黒組 | 「QUEEN」                                                 | テレビアニメ『悪魔のリドル』エンディングテーマ                            |
| 6月11日  | 黒組曲・破                                                                                                  | 10年黒組 | 「THE LAST PARTY」                                        | テレビアニメ『悪魔のリドル』エンディングテーマ                            |
| 7月9日   | 黒組曲・急                                                                                                  | 10年黒組 | 「仰げば尊し」                                            | テレビアニメ『悪魔のリドル』挿入歌                                        |
| 11月26日 | COLORFUL BOX/Animetic Love Letter                                                                           | 宮森あおい（木村珠莉）、安原絵麻（佳村はるか）、坂木しずか（千菅春香） | 「Animetic Love Letter」                                  | テレビアニメ『SHIROBAKO』エンディングテーマ                               |
| 2015年   | | |                                                           |                                                                           |
| 2月11日  | 天体のメソッド キャラクターミニアルバム 約束のメソッド                                                      | 椎原こはる（佳村はるか） | 「ほんわか日和」                                          | テレビアニメ『天体のメソッド』関連曲                                      |
| 2月18日  | THE IDOLM@STER CINDERELLA GIRLS ANIMATION PROJECT 01 Star!!                                                 | 高垣楓（早見沙織）、城ヶ崎美嘉（佳村はるか）、小日向美穂（津田美波）、十時愛梨（原田ひとみ）、川島瑞樹（東山奈央）、日野茜（赤﨑千夏）、輿水幸子（竹達彩奈）、佐久間まゆ（牧野由依）、白坂小梅（桜咲千依） | 「お願い！シンデレラ」                                    | テレビアニメ『アイドルマスター シンデレラガールズ』挿入歌                 |
| 2月25日  | 宝箱-TREASURE BOX-/プラチナジェット                                                                         | どーなつ◎くいんてっと | 「プラチナジェット」                                      | テレビアニメ『SHIROBAKO』エンディングテーマ                               |
| 5月13日  | THE IDOLM@STER CINDERELLA GIRLS ANIMATION PROJECT 08 GOIN'!!!                                               | 城ヶ崎美嘉（佳村はるか） | 「TOKIMEKIエスカレート -LIVE MIX-」                       | テレビアニメ『アイドルマスター シンデレラガールズ』挿入歌                 |
| 7月17日  | THE IDOLM@STER M@STERS OF IDOL WORLD!!2015 Nation Sapphire アンドロイド                                     | 城ヶ崎美嘉（佳村はるか） | 「Orange Sapphire（城ヶ崎美嘉 ソロ・リミックス）」        | ゲーム『アイドルマスター シンデレラガールズ』関連曲                       |
| 7月23日  | アイドルマスター シンデレラガールズ BD・DVD 第3巻完全生産限定版特典CD「346Pro IDOL selection vol.2」        | 城ヶ崎美嘉（佳村はるか）、小日向美穂（津田美波） | 「shabon song」                                           | テレビアニメ『アイドルマスター シンデレラガールズ』関連曲                 |
| 7月29日  | THE IDOLM@STER CINDERELLA MASTER Absolute NIne                                                              | THE IDOLM@STER CINDERELLA GIRLS! | 「Absolute Nine」                                         | ゲーム『アイドルマスター シンデレラガールズ』関連曲                       |
| 9月12日  | THE IDOLM@STER CINDERELLA GIRLS サガン鳥栖 サポートソング 青空エール                                        | 赤城みりあ（黒沢ともよ）、緒方智絵里（大空直美）、城ヶ崎美嘉（佳村はるか）、脇山珠美（嘉山未紗） | 「青空エール」                                            | ゲーム『アイドルマスター シンデレラガールズ』関連曲                       |
| 11月11日 | Go!プリンセスプリキュア ボーカルアルバム2 〜For My Dream〜                                                  | 春野はるか（嶋村侑）、七瀬ゆい（佳村はるか） | 「明日は晴れるよね?!」                                    | テレビアニメ『Go!プリンセスプリキュア』関連曲                             |
| 2016年   | | |                                                           |                                                                           |
| 5月18日  | THE IDOLM@STER CINDERELLA GIRLS STARLIGHT MASTER 02 Tulip                                                   | 速水奏（飯田友子）、塩見周子（ルゥティン）、城ヶ崎美嘉（佳村はるか）、宮本フレデリカ（髙野麻美）、一ノ瀬志希（藍原ことみ） | 「Tulip（M@STER VERSION）」                               | ゲーム『アイドルマスター シンデレラガールズ スターライトステージ』関連曲  |
| 6月22日  | THE IDOLM@STER CINDERELLA GIRLS STARLIGHT MASTER 03 ハイファイ☆デイズ                                       | 城ヶ崎美嘉（佳村はるか） | 「NUDIE★」                                                | ゲーム『アイドルマスター シンデレラガールズ スターライトステージ』関連曲  |
| 8月12日  | ルナリア | 朝比奈乃々（伊藤美来）、柊つむぎ（上坂すみれ）、水島愛梨（遠藤ゆりか）、広瀬こはる（橋本ちなみ）、織宮結衣（佳村はるか） | 「ルナリア」                                              | ゲーム『オルタナティブガールズ』主題歌                                    |
| 9月2日   | THE IDOLM@STER CINDERELLA GIRLS 4thLIVE TriCastle Story Starlight Castle 会場オリジナルCD                   | 城ヶ崎美嘉（佳村はるか） | 「Tulip（M@STER VERSION）城ヶ崎美嘉 ソロ・リミックス」    | ゲーム『アイドルマスター シンデレラガールズ スターライトステージ』関連曲  |
| 2017年   | | |                                                           |                                                                           |
| 2月8日   | THE IDOLM@STER CINDERELLA MASTER EVERMORE                                                                   | 城ヶ崎美嘉（佳村はるか）、前川みく（高森奈津美）、一ノ瀬志希（藍原ことみ）、神崎蘭子（内田真礼）、二宮飛鳥（青木志貴） | 「EVERMORE（M@STER VERSION）」                            | ゲーム『アイドルマスター シンデレラガールズ』関連曲                       |
| 2月8日   | THE IDOLM@STER CINDERELLA MASTER EVERMORE                                                                   | 島村卯月（大橋彩香）、渋谷凛（福原綾香）、本田未央（原紗友里）、赤城みりあ（黒沢ともよ）、安部菜々（三宅麻理恵）、神崎蘭子（内田真礼）、小日向美穂（津田美波）、城ヶ崎美嘉（佳村はるか）、城ヶ崎莉嘉（山本希望）、高垣楓（早見沙織）、多田李衣菜（青木瑠璃子）、新田美波（洲崎綾）、双葉杏（五十嵐裕美）、前川みく（高森奈津美）、諸星きらり（松嵜麗） | 「ススメ☆オトメ 〜jewel parade〜」                        | ゲーム『アイドルマスター シンデレラガールズ』関連曲                       |
| 2月8日   | THE IDOLM@STER CINDERELLA MASTER EVERMORE                                                                   | 大橋彩香、福原綾香、原紗友里、藍原ことみ、青木志貴、青木瑠璃子、飯田友子、五十嵐裕美、今井麻夏、上坂すみれ、内田真礼、桜咲千衣、大空直美、大坪由佳、金子真由美、金子有希、木村珠莉、黒沢ともよ、佐藤亜美菜、下地紫野、洲崎綾、鈴木絵理、髙野麻美、高森奈津美、立花理香、種﨑敦美、千菅春香、東山奈央、長島光那、原優子、早見沙織、春瀬なつみ、渕上舞、牧野由衣、松井恵理子、松嵜麗、三宅麻理恵、村中知、杜野まこ、安野希世乃、山下七海、山本希望、佳村はるか、ルゥティン、和氣あず未 | 「EVERMORE（4thLIVE MIX）」                               | ゲーム『アイドルマスター シンデレラガールズ』関連曲                       |
| 2月22日  | 夢路らびりんす                                                                                              | らびりんず | 「夢路らびりんす」                                        | テレビアニメ『うらら迷路帖』オープニングテーマ                            |
| 2月22日  | 夢路らびりんす                                                                                              | らびりんず | 「うららか日和の四重奏」                                  | テレビアニメ『うらら迷路帖』関連曲                                        |
| 3月22日  | THE IDOLM@STER CINDERELLA MASTER Treasure☆                                                                  | 島村卯月（大橋彩香）、渋谷凛（福原綾香）、城ヶ崎美嘉（佳村はるか）、本田未央（原紗友里）、多田李衣菜（青木瑠璃子） | 「Treasure☆（M@STER VERSION）」                           | ゲーム『アイドルマスター シンデレラガールズ』関連曲                       |
| 3月22日  | THE IDOLM@STER CINDERELLA MASTER Treasure☆                                                                  | 島村卯月（大橋彩香）、渋谷凛（福原綾香）、城ヶ崎美嘉（佳村はるか） | 「Treasure☆（M@STER VERSION）for デレラジ☆MIX」           | ラジオ『デレラジ☆』オープニングテーマ                                     |
| 4月19日  | TVアニメ「うらら迷路帖」キャラクターソング2                                                                 | ノノ（佳村はるか） | 「ちょこんとふわり」                                      | テレビアニメ『うらら迷路帖』関連曲                                        |
| 6月24日  | THE IDOLM@STER CINDERELLA GIRLS 5thLIVE TOUR Serendipity Parade!!! 静岡・幕張・福岡 会場オリジナルCD        | 城ヶ崎美嘉（佳村はるか） | 「EVERMORE（M@STER VERSION） 城ヶ崎美嘉ソロ・リミックス」 | ゲーム『アイドルマスター シンデレラガールズ』関連曲                       |
| 6月28日  | THE IDOLM@STER CINDERELLA GIRLS LITTLE STARS! SUN♡FLOWER                                                    | 本田未央（原紗友里）、片桐早苗（和氣あず未）、佐藤心（花守ゆみり）、城ヶ崎美嘉（佳村はるか）、諸星きらり（松嵜麗） | 「SUN♡FLOWER」                                            | テレビアニメ『アイドルマスター シンデレラガールズ劇場』エンディングテーマ |
| 7月5日   | うらら迷路帖 キャラクターソングミニアルバム                                                                 | ノノ（佳村はるか） | 「夢見セカイ」                                            | テレビアニメ『うらら迷路帖』関連曲                                        |
| 7月5日   | うらら迷路帖 キャラクターソングミニアルバム                                                                 | らびりんず | 「ドキドキ迷宮」                                          | テレビアニメ『うらら迷路帖』関連曲                                        |
| 8月23日  | ほんとにほんと/きゃっちあんどりりーす                                                                       | 織宮結衣（佳村はるか） | 「ほんとにほんと」                                        | ゲーム『オルタナティブガールズ』関連曲                                    |
| 9月13日  | THE IDOLM@STER CINDERELLA GIRLS STARLIGHT MASTER 13 Sweet Witches' Night 〜6人目はだぁれ〜                  | 小日向美穂（津田美波）、城ヶ崎美嘉（佳村はるか）、相葉夕美（木村珠莉）、上条春菜（長島光那）、赤城みりあ（黒沢ともよ） | 「shabon song」                                           | ゲーム『アイドルマスター シンデレラガールズ スターライトステージ』関連曲  |
| 12月13日 | THE IDOLM@STER CINDERELLA GIRLS MASTER SEASONS! WINTER!                                                     | 小日向美穂（津田美波）、城ヶ崎美嘉（佳村はるか）、速水奏（飯田友子） | 「ツインテールの風」                                      | ゲーム『アイドルマスター シンデレラガールズ』関連曲                       |
| 2018年   | | |                                                           |                                                                           |
| 1月10日  | THE IDOLM@STER CINDERELLA GIRLS LITTLE STARS! Snow＊Love                                                    | 城ヶ崎美嘉（佳村はるか）、城ヶ崎莉嘉（山本希望） | 「ススメ☆オトメ ～jewel parade～ -しんげきRemix-」        | テレビアニメ『アイドルマスター シンデレラガールズ劇場』関連曲             |
| 11月21日 | THE IDOLM@STER CINDERELLA GIRLS STARLIGHT MASTER 23 Twin☆くるっ★テール                                      | 城ヶ崎美嘉（佳村はるか）、城ヶ崎莉嘉（山本希望） | 「Twin☆くるっ★テール（M@STER VERSION）」                  | ゲーム『アイドルマスター シンデレラガールズ スターライトステージ』関連曲  |
| 11月30日 | THE IDOLM@STER CINDERELLA GIRLS 6thLIVE MERRY-GO-ROUNDOME!!! MASTER SEASONS WINTER! SOLO REMIX              | 城ヶ崎美嘉（佳村はるか） | 「ツインテールの風」                                      | ゲーム『アイドルマスター シンデレラガールズ』関連曲                       |
| 2019年   | | |                                                           |                                                                           |
| 5月29日  | プリンセスコネクト！Re:Dive PRICONNE CHARACTER SONG 08                                                      | アンナ（髙野麻美）、ナナカ（佳村はるか） | 「サイツヨでしょ、でしょ？」                              | ゲーム『プリンセスコネクト！Re:Dive』挿入歌                               |
| 7月17日  | THE IDOLM@STER CINDERELLA GIRLS STARLIGHT MASTER 30 ガールズ・イン・ザ・フロンティア                        | 結城晴（小市眞琴）、赤城みりあ（黒沢ともよ）、脇山珠美（嘉山未紗）、緒方智絵里（大空直美）、城ヶ崎美嘉（佳村はるか） | 「青空エール（M@STER VERSION）」                          | ゲーム『アイドルマスター シンデレラガールズ スターライトステージ』関連曲  |
| 8月21日  | ONGEKI Vocal Collection 05                                                                                  | R.B.P. | 「Y.Y.Y.計画!!!!」                                        | ゲーム『オンゲキ』関連曲                                                  |
| 8月21日  | ONGEKI Vocal Collection 05                                                                                  | 九條楓（佳村はるか） | 「UTAKATA」 「Y.Y.Y.計画!!!!」                            | ゲーム『オンゲキ』関連曲                                                  |
| 9月18日  | THE IDOLM@STER CINDERELLA GIRLS STARLIGHT MASTER 32 アンデッド・ダンスロック                                | 城ヶ崎美嘉（佳村はるか）、城ヶ崎莉嘉（山本希望） | 「夏色」                                                  | ゲーム『アイドルマスター シンデレラガールズ スターライトステージ』関連曲  |
| 10月13日 | グラウンドの響                                                                                              | TwinCrew | 「不死鳥「S」」 「全力少年」                              | ゲーム『八月のシンデレラナイン』関連曲                                    |
| 10月23日 | THE IDOLM@STER CINDERELLA GIRLS STARLIGHT MASTER for the NEXT! 01 TRUE COLORS                               | 城ヶ崎美嘉（佳村はるか）、高森藍子（金子有希）、アナスタシア（上坂すみれ）、藤原肇（鈴木みのり）、乙倉悠貴（中島由貴）、黒埼ちとせ（佐倉薫）、白雪千夜（関口理咲）、久川颯（長江里加）、久川凪（立花日菜） | 「TRUE COLORS（M@STER VERSION）」                         | ゲーム『アイドルマスター シンデレラガールズ スターライトステージ』関連曲  |
| 10月23日 | THE IDOLM@STER CINDERELLA GIRLS STARLIGHT MASTER for the NEXT! 01 TRUE COLORS                               | 城ヶ崎美嘉（佳村はるか） | 「TRUE COLORS（M@STER VERSION）」                         | ゲーム『アイドルマスター シンデレラガールズ スターライトステージ』関連曲  |
| 11月20日 | THE IDOLM@STER CINDERELLA GIRLS STARLIGHT MASTER for the NEXT! 03 Gossip Club                               | 大槻唯（山下七海）、藤本里奈（金子真由美）、城ヶ崎美嘉（佳村はるか） | 「Gossip Club（M@STER VERSION）」                         | ゲーム『アイドルマスター シンデレラガールズ スターライトステージ』関連曲  |
| 11月20日 | THE IDOLM@STER CINDERELLA GIRLS STARLIGHT MASTER for the NEXT! 03 Gossip Club                               | 城ヶ崎美嘉（佳村はるか） | 「Gossip Club（M@STER VERSION）」                         | ゲーム『アイドルマスター シンデレラガールズ スターライトステージ』関連曲  |
| 2020年   | | |                                                           |                                                                           |
| 2月26日  | ONGEKI Vocal Collection 07                                                                                  | LEAFシューターズ | 「Heart Cooking Recipe」                                  | ゲーム『オンゲキ』関連曲                                                  |
| 2月26日  | ONGEKI Vocal Collection 07                                                                                  | 九條楓（佳村はるか） | 「Heart Cooking Recipe」                                  | ゲーム『オンゲキ』関連曲                                                  |
| 2021年   | | |                                                           |                                                                           |
| 4月28日  | ONGEKI Vocal Party 04                                                                                       | R.B.P. | 「Ruler Count, Zero」                                     | ゲーム『オンゲキ』関連曲                                                  |
| 4月28日  | ONGEKI Vocal Party 04                                                                                       | 九條楓（佳村はるか） | 「Ruler Count, Zero」                                     | ゲーム『オンゲキ』関連曲                                                  |
| 6月30日  | ONGEKI Sound Collection 05 STARRED HEART                                                                    | 星咲あかり（赤尾ひかる）、結城莉玖（朝日奈丸佳）、九條楓（佳村はるか）、珠洲島有栖（長縄まりあ）、東雲つむぎ（和泉風花） | 「STARRED HEART」                                         | ゲーム『オンゲキ』関連曲                                                  |
| 6月30日  | ONGEKI Sound Collection 05 STARRED HEART                                                                    | 九條楓（佳村はるか） | 「STARRED HEART」                                         | ゲーム『オンゲキ』関連曲                                                  |
| 8月25日  | ONGEKI Vocal Party 05                                                                                       | 三角葵（春野杏）、九條楓（佳村はるか）、日向千夏（岡咲美保） | 「無敵のフロンティア三銃士」                              | ゲーム『オンゲキ』関連曲                                                  |
| 8月25日  | ONGEKI Vocal Party 05                                                                                       | 九條楓（佳村はるか） | 「無敵のフロンティア三銃士」                              | ゲーム『オンゲキ』関連曲                                                  |
| 10月6日  | THE IDOLM@STER STARLIT SEASON 00 GR@TITUDE                                                                  | Project LUMINOUS | 「GR@TITUDE」                                             | ゲーム『アイドルマスター スターリットシーズン』テーマソング               |
| 10月6日  | THE IDOLM@STER STARLIT SEASON 00 GR@TITUDE 日本コロムビア盤                                                 | CINDERELLA GIRLS | 「GR@TITUDE」                                             | ゲーム『アイドルマスター スターリットシーズン』テーマソング               |
| 11月10日 | THE IDOLM@STER CINDERELLA GIRLS 10th ANNIVERSARY M@GICAL WONDERLAND TOUR!!! MerryMaerchen Land オリジナルCD | 城ヶ崎美嘉（佳村はるか） | 「Absolute NIne」                                         | ゲーム『アイドルマスター シンデレラガールズ』関連曲                       |
| 12月1日  | THE IDOLM@STER STARLIT SEASON 01                                                                            | Project LUMINOUS | 「THE IDOLM@STER」                                        | ゲーム『アイドルマスター スターリットシーズン』関連曲                     |
| 12月1日  | THE IDOLM@STER STARLIT SEASON 01                                                                            | CINDERELLA GIRLS、MILLIONSTARS | 「お願い！シンデレラ」                                    | ゲーム『アイドルマスター スターリットシーズン』関連曲                     |
| 2022年   | | |                                                           |                                                                           |
| 1月19日  | THE IDOLM@STER STARLIT SEASON 02                                                                            | CINDERELLA GIRLS | 「Star!!」                                                | ゲーム『アイドルマスター スターリットシーズン』関連曲                     |
| 1月19日  | THE IDOLM@STER STARLIT SEASON 02                                                                            | 765PRO ALLSTARS、CINDERELLA GIRLS、MILLIONSTARS | 「Brand New Theater!」                                    | ゲーム『アイドルマスター スターリットシーズン』関連曲                     |
| 1月19日  | THE IDOLM@STER STARLIT SEASON 02                                                                            | 星井美希（長谷川明子）、萩原雪歩（浅倉杏美）、高槻やよい（仁後真耶子）、双海亜美 / 真美（下田麻美）、城ヶ崎美嘉（佳村はるか）、諸星きらり（松嵜麗）、伊吹翼（Machico）、桜守歌織（香里有佐）、小宮果穂（河野ひより）、奧空心白（田中あいみ） | 「夏のBang!!」                                            | ゲーム『アイドルマスター スターリットシーズン』関連曲                     |
| 3月2日   | THE IDOLM@STER STARLIT SEASON 03                                                                            | CINDERELLA GIRLS | 「M＠GIC☆」                                               | ゲーム『アイドルマスター スターリットシーズン』関連曲                     |
| 3月2日   | THE IDOLM@STER STARLIT SEASON 03                                                                            | 星井美希（長谷川明子）、萩原雪歩（浅倉杏美）、高槻やよい（仁後真耶子）、双海亜美 / 真美（下田麻美）、城ヶ崎美嘉（佳村はるか）、諸星きらり（松嵜麗）、伊吹翼（Machico）、桜守歌織（香里有佐）、小宮果穂（河野ひより）、田中摩美々（菅沼千紗）、奧空心白（田中あいみ）、亜夜（日高里菜） | 「全力★ドリーミングガールズ」                             | ゲーム『アイドルマスター スターリットシーズン』関連曲                     |
| 4月13日  | THE IDOLM@STER STARLIT SEASON 04                                                                            | Project LUMINOUS、DIAMANT | 「GR＠TITUDE」                                            | ゲーム『アイドルマスター スターリットシーズン』関連曲                     |
| 4月13日  | THE IDOLM@STER STARLIT SEASON 04                                                                            | 神崎蘭子（内田真礼）、城ヶ崎美嘉（佳村はるか）、双葉杏（五十嵐裕美） | 「READY!!（M@STER VERSION）」                             | ゲーム『アイドルマスター スターリットシーズン』関連曲                     |
| 10月19日 | THE IDOLM@STER CINDERELLA GIRLS STARLIGHT MASTER R/LOCK ON! 09 New bright stars                             | 小日向美穂（津田美波）、浅利七海（井上ほの花）、桐生つかさ（河瀬茉希）、城ヶ崎美嘉（佳村はるか）、向井拓海（原優子） | 「New bright stars（M@STER VERSION）」                    | ゲーム『アイドルマスター シンデレラガールズ スターライトステージ』関連曲  |
| 10月19日 | THE IDOLM@STER CINDERELLA GIRLS STARLIGHT MASTER R/LOCK ON! 09 New bright stars                             | 城ヶ崎美嘉（佳村はるか） | 「New bright stars（M@STER VERSION）」                    | ゲーム『アイドルマスター シンデレラガールズ スターライトステージ』関連曲  |
| 11月30日 | プリンセスコネクト！Re:Dive PRICONNE CHARACTER SONG 30                                                      | トモ（茅原実里）、ナナカ（佳村はるか）、リン（小岩井ことり） | 「O-TA-O-TA WORLD」                                       | ゲーム『プリンセスコネクト！Re:Dive』挿入歌                               |
| 11月30日 | プリンセスコネクト！Re:Dive PRICONNE CHARACTER SONG 30                                                      | ナナカ（佳村はるか） | 「O-TA-O-TA WORLD」                                       | ゲーム『プリンセスコネクト！Re:Dive』関連曲                               |
| 2023年   | | |                                                           |                                                                           |
| 5月24日  | THE IDOLM@STER CINDERELLA GIRLS U149 ANIMATION MASTER 03 Nightwear                                          | 速水奏（飯田友子）、塩見周子（ルゥティン）、城ヶ崎美嘉（佳村はるか）、宮本フレデリカ（髙野麻美）、一ノ瀬志希（藍原ことみ） | 「Nightwear」                                             | テレビアニメ『アイドルマスター シンデレラガールズ U149』挿入歌            |

## ライブ・イベント

### 合同ライブ
| 出演日               | タイトル                                                                                          | 会場                                            |
| -------------------- | ------------------------------------------------------------------------------------------------- | ----------------------------------------------- |
| 2013年7月7日         | THE IDOLM@STER 8th ANNIVERSARY HOP!STEP!!FESTIV@L!!!                                              | Zepp Nagoya（愛知県）                           |
| 2013年8月23日        | Animelo Summer Live 2013 -FLAG NINE-                                                              | さいたまスーパーアリーナ（埼玉県）              |
| 2013年11月28日       | アイドルマスター シンデレラガールズ 2周年記念イベント                                             | 新宿ステーションスクエア（東京都）              |
| 2014年1月25日        | リスアニ! LIVE 4 SATURDAY STAGE                                                                   | 日本武道館（東京都）                            |
| 2014年2月22日・23日  | THE IDOLM@STER M@STERS OF IDOL WORLD!!2014                                                        | さいたまスーパーアリーナ（埼玉県）              |
| 2014年4月5日・6日    | THE IDOLM@STER CINDERELLA GIRLS 1stLIVE WONDERFUL M@GIC!!                                         | 舞浜アンフィシアター（千葉県）                  |
| 2014年8月30日        | Animelo Summer Live 2014 -ONENESS-                                                                | さいたまスーパーアリーナ（埼玉県）              |
| 2014年11月30日       | THE IDOLM@STER CINDERELLA GIRLS 2ndLIVE PARTY M@GIC!!                                             | 国立代々木第一体育館（東京都）                  |
| 2015年1月24日        | リスアニ! LIVE 5 SATURDAY STAGE                                                                   | 日本武道館（東京都）                            |
| 2015年7月19日        | THE IDOLM@STER M@STERS OF IDOL WORLD 2015                                                         | 西武プリンスドーム（埼玉県）                    |
| 2015年8月23日        | THE IDOLM@STER CINDERELLA GIRLS SUMMER FESTIV@L 2015 大阪公演                                     | グランキューブ大阪（大阪府）                    |
| 2015年8月29日        | Animelo Summer Live 2015 -THE GATE-                                                               | さいたまスーパーアリーナ（埼玉県）              |
| 2015年11月28日・29日 | THE IDOLM@STER CINDERELLA GIRLS 3rdLIVE シンデレラの舞踏会 - Power of Smile -                     | 幕張メッセ国際展示場 9-11番ホール（千葉県）     |
| 2016年8月26日        | Animelo Summer Live 2016 刻-TOKI-                                                                 | さいたまスーパーアリーナ（埼玉県）              |
| 2016年9月3日・4日    | THE IDOLM@STER CINDERELLA GIRLS 4thLIVE TriCastle Story Starlight Castle                          | 神戸ワールド記念ホール（兵庫県）                |
| 2016年10月16日       | THE IDOLM@STER CINDERELLA GIRLS 4thLIVE TriCastle 346 Castle                                      | さいたまスーパーアリーナ（埼玉県）              |
| 2016年11月19日       | THE IDOLM@STER CINDERELLA GIRLS 5th Anniversary Party                                             | 森のホール21（千葉県）                          |
| 2016年12月4日        | リスアニ! LIVE TAIWAN Supported by 戰鬥女子學園                                                   | 台北国際会議中心（台湾 台北市）                 |
| 2017年6月9日・10日   | THE IDOLM@STER CINDERELLA GIRLS 5thLIVE TOUR Serendipity Parade!!! 大阪公演                       | 大阪城ホール（大阪府）                          |
| 2017年6月30日        | ANISONG WORLD MATSURI 〜JAPAN KAWAII LIVE〜 at Anime Expo 2017                                    | マイクロソフトシアター（アメリカ ロサンゼルス） |
| 2017年7月8日・9日    | THE IDOLM@STER CINDERELLA GIRLS 5thLIVE TOUR Serendipity Parade!!! 幕張公演                       | 幕張イベントホール（千葉県）                    |
| 2017年8月13日        | THE IDOLM@STER CINDERELLA GIRLS 5thLIVE TOUR Serendipity Parade!!! さいたまスーパーアリーナ公演   | さいたまスーパーアリーナ（埼玉県）              |
| 2018年4月7日・8日    | THE IDOLM@STER CINDERELLA GIRLS Initial Mess@ge                                                   | 台北国際会議中心（台湾 台北市）                 |
| 2018年9月8日・9日    | THE IDOLM@STER CINDERELLA GIRLS SS3A Live Sound Booth♪                                            | ヤマダグリーンドーム前橋（群馬県）              |
| 2018年11月10日・11日 | THE IDOLM@STER CINDERELLA GIRLS 6thLIVE MERRY-GO-ROUNDOME!!!                                      | メットライフドーム（埼玉県）                    |
| 2018年12月6日        | CygamesFes2018 アイドルマスター シンデレラガールズ 7th Anniversary Memorial STAGE!!               | 幕張メッセ国際展示場（千葉県）                  |
| 2019年9月3日・4日    | THE IDOLM@STER CINDERELLA GIRLS 7thLIVE TOUR Special 3chord♪ Comical Pops!                        | 幕張メッセ国際展示場 9-11番ホール（千葉県）     |
| 2019年10月20日       | バンダイナムコエンターテインメントフェスティバル                                                  | 東京ドーム（東京都）                            |
| 2019年11月9日・10日  | THE IDOLM@STER CINDERELLA GIRLS 7thLIVE TOUR Special 3chord♪ Funky Dancing!                       | ナゴヤドーム（愛知県）                          |
| 2021年11月27日・28日 | THE IDOLM@STER CINDERELLA GIRLS 10th ANNIVERSARY M@GICAL WONDERLAND TOUR!!! Celebration Land      | 幕張イベントホール（千葉県）                    |
| 2022年4月2日・3日    | THE IDOLM@STER CINDERELLA GIRLS 10th ANNIVERSARY M@GICAL WONDERLAND!!!                            | ベルーナドーム（埼玉県）                        |
| 2023年6月10日・11日  | THE IDOLM@STER CINDERELLA GIRLS 燿城夜祭 -かがやきよまつり-                                       | 大阪城ホール（大阪府）                          |
| 2025年4月26日・27日  | THE IDOLM@STER CINDERELLA GIRLS STARLIGHT STAGE 10th ANNIVERSARY TOUR Let’s AMUSEMENT!!! 東京公演 | 有明アリーナ（東京都）                          |